# Castrillo de la Valduerna
Castrillo de la Valduerna es un municipio y lugar español de la provincia de León, en la comunidad autónoma de Castilla y León. Cuenta con una población de 143 habitantes (INE 2024).
Castrillo se encuentra situada en las estribaciones surorientales de la sierra del Teleno, en el valle del río Duerna. En Castrillo se encuentra el ayuntamiento del municipio, del que también forman parte el pueblo de Velilla de la Valduerna.

## Historia

### Astures
Los primeros pobladores de los que tenemos noticia, en la zona de Castrillo de la Valduerna , fueron los Orniacos (pueblo astur), primitivos pobladores del río Ornia (Duerna). Como su propio nombre indica fue Castrillo un pequeño castro de los numerosos que existieron en los márgenes del Duerna durante la Edad del Bronce y posteriormente en la del Hierro. Pruebas suficientes de lo anteriormente dicho, son los cenizales, restos de huesos y cerámicas, encontrados; así como Tolomeo, cita a la Valdornia, cuya capital era Intercatia (Villalís, según algunas hipótesis). En los alrededores de Castrillo se han encontrado restos de tres de estos castros, llamados: Coronas de Castrillo, Coronas de Velilla y Castrillón, están situados estratégicamente en los altozanos que coronan el pueblo (800 m), por encima del peligro provocaba el Ornia debido a sus frecuentes desbordamientos. Estos poblados eran muy sencillos, formados por habitáculos de forma circular, rectangular o cuadrada, las paredes eran de tierra y piedras o de tablas y varas mezcladas con barro, así como los techos de paja, césped o pizarra. Los hombres vivían de la caza y de la agricultura, principalmente, aunque eran muy aficionados al pillaje y a las continuas guerras con sus vecinos. Utilizaban vestidos largos de lana, llevaban el pelo largo e iban adornados con brazaletes de oro y plata.

### Romanos
Los romanos llegaron a esta tierra atraídos por la minería y la posición estratégica de la zona. En este tiempo las zonas altas del Duerna y sobre todo las situadas entre Priaranza y Castrillo, se hallaban entre las más explotadas en busca de oro. La técnica más empleada era la criba de arenas; de las explotaciones se conservan los montones de piedras que quedaban después del lavado del material como en Las Moracedas y Las Matas. El oro era propiedad imperial y salía de la región. Siglos más tarde, la empresa de Huelva Explosivos Riotinto procedió a la explotación en Castrillo de este metal precioso, pero su extracción no era rentable y abandonó la explotación.

### Edad Media
Castrillo perteneció al señorío de los Bazán, cuyo centro fue Palacios de la Valduerna. Juan, sucesor de los Bazán, se convirtió en el primer señor de la Valduerna; le sucedieron otros siete, después su poder decayó y Palacios con todos los pueblos que estaban a su cargo pasaron a formar parte del marquesado de La Bañeza. Para los habitantes de Castrillo fue esta una época difícil, en la que realmente estaban sometidos, pues los Bazán son quienes ostentan la máxima autoridad en el señorío y ellos eligen a las personas que ocupan los altos cargos. Viven, los hombres de la época, del cultivo de una tierra cuya propiedad estaba dividida entre la burguesía y clero, quedando la parte más pequeña de ella, para el labrador que estaban obligados a pagar además impuestos como el diezmo, el derecho de primicia, el portazgo...

### Edad Moderna
En los siglos XVII y XVIII la situación del campesino mejora en poco, aunque las mejores tierras seguían perteneciendo al clero. Los rendimientos se duplicaron en algunos casos, uno de los factores principales fue la introducción de la mecanización y la mejora de los elementos de trabajo. Uno de los aperos más importantes que se introdujo en esta época fue el arado o ativa, compuesta por elementos de madera y una reja de hierro, cuya función consistía en abrir el surco en la tierra. Otros utensilios que empezaron a utilizar fueron los denominados aperos menores como: la guadaña, la hoz, azadas, garabitas... Pero a pesar de estas innovaciones la labor del campo recae principalmente en el esfuerzo físico del campesino. Los cultivos, evolucionan mucho en esta época, el lino y el trigo son los más importantes, el primero será desplazado por la patata. También se plantaron las primeras viñas en Castrillo. En este tiempo, los antiguos tributos feudales se convirtieron en tributos fijos en dinero, que se debían pagar anualmente. En el siglo XIX, Castrillo de los Nabos, nombre con el que se denominó en este tiempo, fue descrito así por Pascual Madoz en su diccionario Geográfico-Estadístico-Histórico de España: «(...) Tiene unas 70 casas, la mayor parte de piedra, pequeñas y de un solo piso, distribuidas en varias calles desempedradas y sucias, especialmente en tiempo lluvioso... Iglesia Parroquial: Santa María, servida por un cura de presentación del Sr. Conde Miranda, matriz de la de Velilla, una ermita: Nuestra Señora de Las Candelas y cinco capellanías de fundaciones particulares, tituladas: San Juan Evangelista, San Miguel, San Marcos, Las Ánimas y La Misa del Alba, de las que la primera y la última exigen la residencia en el pueblo del beneficiario... El río Duerna ameniza sus campos, cuyas aguas mueven las ruedas de 14 molinos harineros , de una sola piedra cada uno, 2 de aceite de linaza y 2 batanes... Recibe la correspondencia de La Bañeza (...) Industria y comercio, los molinos indicados y elaboración del lino que extraen, importando vino y otros artículos de consumo (...) Contribución con el Ayuntamiento».

### Edad Contemporánea
Llegamos al siglo XX, los más viejos recuerdan con tristeza los años de la Guerra Civil, varios vecinos del pueblo murieron en combate. También hubo asesinatos de posguerra... hubo viudas con varios hijos que se buscaron la vida gracias a los abuelos a los familiares y a su trabajo para sacarles adelante. Cuentan, que debido a la escasez y pobreza de la época sus familias tenían que teñir sabanas de negro para hacerse las ropas con que guardarles el luto. Viven algunos de los que participaron en la guerra, cuentan como fueron estos difíciles años, así como los de la posguerra en los que había que hacerse a mano "hasta las zapatillas". Vinieron tiempos mejores, el pueblo fue creciendo poco a poco, se instaló el alcantarillado, el agua corriente en todas las casas, así como la luz eléctrica y más tarde el teléfono, hoy pocas son las casas en las que falta. Hoy en día todas las calles, travesías y plazas del pueblo están asfaltadas. Hace unos años se hizo la concentración parcelaria, esto permitió que en las tierras pudiese entrar toda clase de maquinaria, al aumentar el tamaño de ellas, además están bien comunicadas por caminos de concentración. Hoy con la mecanización del trabajo del campo, pocas comodidades faltan en Castrillo, pero la gente esta descontenta porque nuestros productos cada vez se compran a un precio más bajo, mientras que los gastos para obtenerlos son cada vez mayores. La gente se va, pocos jóvenes quedan en Castrillo y todos intentan buscar un medio mejor de vida, aunque en realidad ninguno quiera irse de su pueblo.

## Demografía
Cuenta con una población de 143 habitantes (INE 2024).
| Gráfica de evolución demográfica de Castrillo de la Valduerna entre 1857 y 2021 |
| |
| Población de derecho según los censos de población del INE Población de hecho según los censos de población del INE Entre el censo de 1857 y el anterior aparece este municipio porque se segrega de Destriana |

## Economía
Agricultura
El uso agrícola del terreno viene dado, sobre todo, por la disponibilidad de agua, así la franja más cercana al río Duerna forma un precioso bosque de ribera, donde el aprovechamiento se halla en la madera (chopos). Esta franja verde es de anchura variable, desde uno a varios centenares de metros.
Al lado de los chopos, hacia el norte, se hallan las tierras más fértiles, irrigadas por varios arroyos que proceden del Duerna y de la zaya. Esta zona se dedica a los cultivos de regadío: patatas, remolacha, habas, maíz, trigo. Las huertas más cercanas al pueblo suelen estar cercadas. En ellas se siembran fréjoles, zanahorias, cebollas, pepinos, patatas, alfalfa, lechugas, etc. Comparten el terreno con los árboles frutales: manzanos, perales, cerezos, nogales, castaños, morales, higueras. Las zonas más altas y donde no llega el agua, se dedican básicamente a cereales (centeno), dejándolas en barbecho al año siguiente.
Desde el año 1999 se ha introducido con gran éxito de producción el cultivo de la frambuesa y en el año 2003 los espárragos, en los que se tienen puestas grandes esperanzas para el futuro.
Ganadería
Hasta hace pocos años las vacas eran un bien preciado. Además de dar leche y terneros se usaban para trabajar. Tiraban del carro y del arado, transportando la hierba, el pan, la leña, el abono, etc. Las casas se construían de piedra y barro y eran ellas también las que lo transportaban. Puede decirse que resultaban imprescindibles y que la riqueza de una casa se media por el número de parejas que tenía en la cuadra. La emigración desde los años 60, la sustitución por tractores en los años 70 y 80, la política agraria de la Unión Europea, primando las cabras y ovejas en detrimento de las vacas y, por último, la jubilación paulatina de los pocos agricultores que quedaban, ha hecho que actualmente apenas si haya parejas de vacas en el pueblo.
No faltaba antes casa donde no hubiera tres o cuatro cerdos y una docena de gallinas. Actualmente suele haber gallinas pero no tanto cerdos.
Uso forestal
La leña de urz: las urces y los cepos (ramas y raíz), fue durante cientos de años el uso forestal dominante en el monte del pueblo. En estos últimos años se ha replantado pinos por las laderas del monte.
Actualmente los chopos, plantados en los prados cerca del río, constituyen el único aprovechamiento maderero en la zona, amen de la leña que se corta para alimentar la lumbre, las estufas y alguna calefacción.
Caza y pesca
Los recursos cinegéticos y piscícolas fueron prodigiosos en el pasado. Hasta principios de siglo se podían encontrar ciervos, rebecos, cabras monteses, corzos, jabalís y también lobos, osos o linces.
Actualmente la única actividad relacionada con la pesca es la Piscifactoría Las Zayas, situada en Velilla de la Valduerna y que produce truchas y alevines, distribuyéndolos diariamente hasta los puntos de consumo. También se pueden adquirir directamente en la piscifactoría.
Turismo
El turismo constituye actualmente una alternativa atractiva para el futuro del pueblo, en 2007 fue inaugurada la primera Casa de Turismo Rural del municipio en Velilla de la Valduerna. Los programas europeos han apoyado y siguen apoyando esta nueva actividad económica como una de las principales vías de crecimiento y desarrollo de los pueblos de la zona, a través de la Asociación Montañas del Teleno.
Actividades económicas
Aunque, como se ha dicho, hasta hace pocos años prácticamente la totalidad de los vecinos se dedicaban a la agricultura y la ganadería, perpetuando las formas de cultivo de la tierra que se habían transmitido de padres a hijos y de generación en generación, no habiendo mejorado gran cosa desde hace siglos. Actualmente solo existen unos pocos labradores, a punto de jubilarse en la mayoría de los casos, que continúan trabajando en las faenas del campo. La gente más joven ha preferido buscar formas alternativas de ganarse la vida.

## Cultura

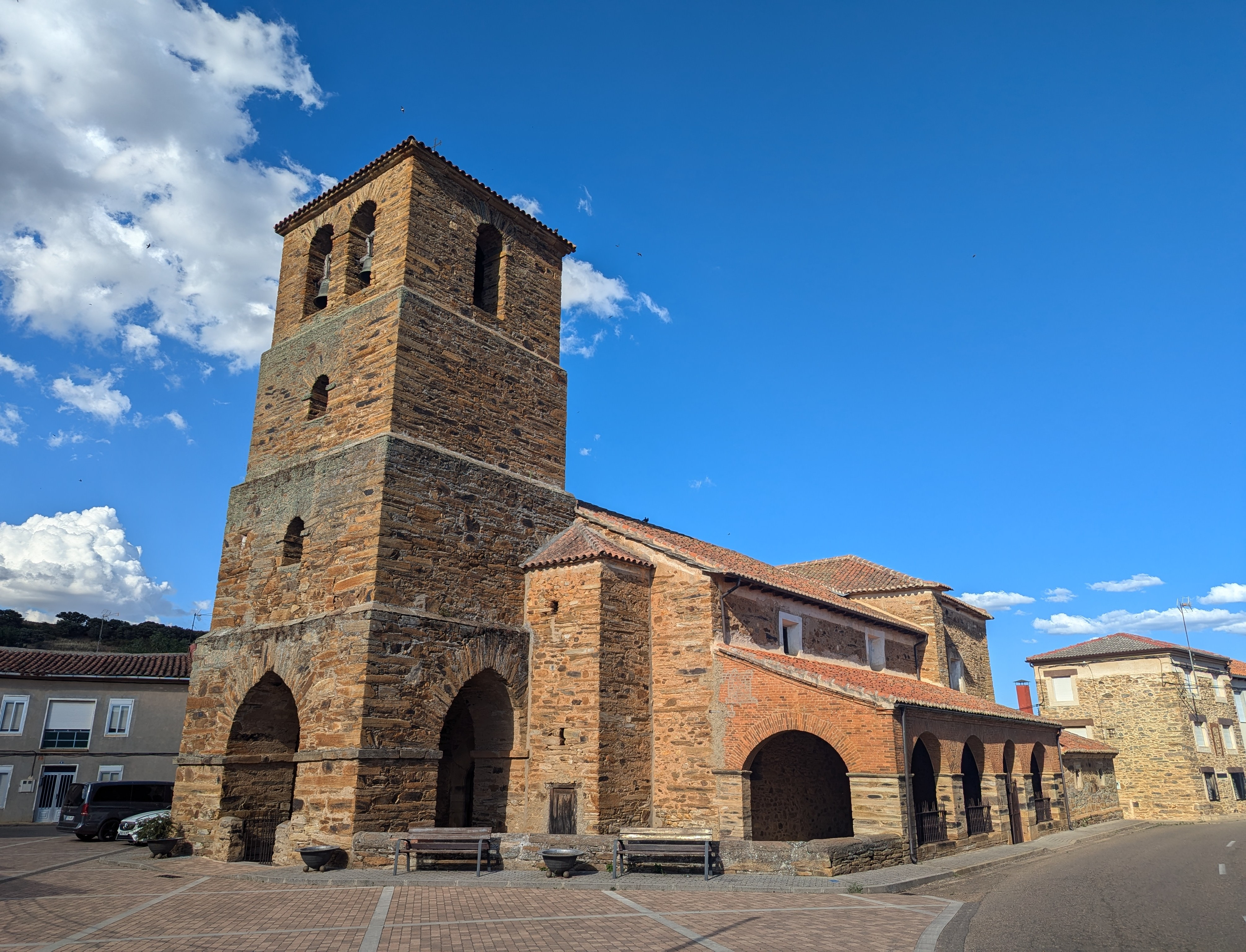
Iglesia de Santa María

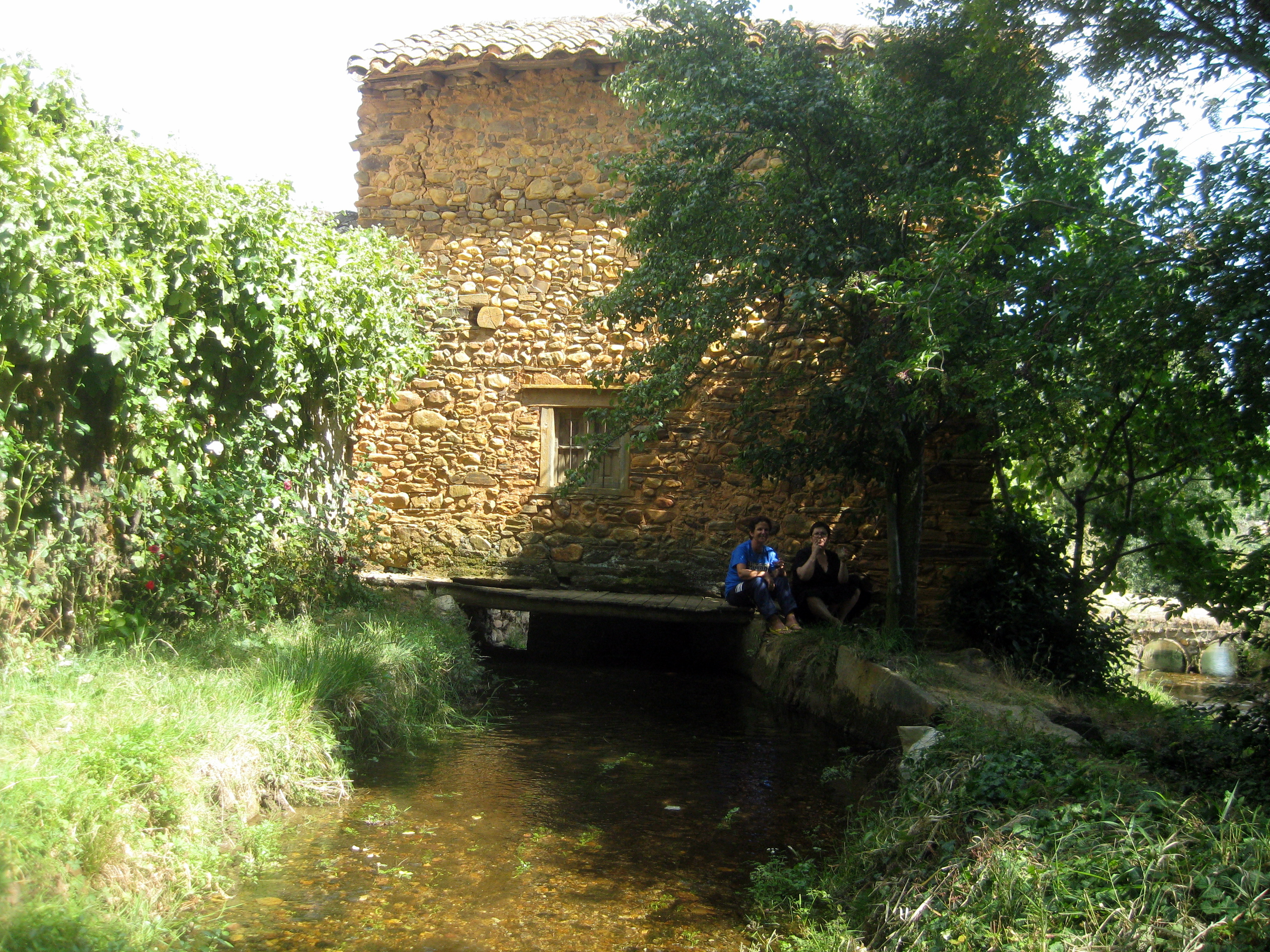
Antiguo molino de agua

### Patrimonio
En Castrillo y a lo largo del río Duerna hay gran cantidad de restos arqueológicos. Son de interés la ermita y la iglesia y los molinos de agua.

### Fiestas
- 2 de febrero: las Candelas.
- 3 de febrero: San Blas
- Corpus Cristi
- Corazón de Jesús
- Primer sábado y domingo de agosto: fiesta de la Concordia.